# Климович, Виктор Порфирьевич
Виктор Порфирьевич Климович (21 января 1925, Москва, СССР — 21 августа 1987, там же) — советский хоккеист и тренер. Мастер спорта СССР.

## Биография
Родился 21 января 1925 года в Москве. В возрасте четырнадцати лет был принят в детскую команду «Динамо», занимался футболом и хоккеем с мячом одновременно.
С 1947 по 1948 и в 1956 году играл за «Динамо» в соревнованиях по хоккею с мячом. В 1948 году стал обладателем Кубка СССР. В 1956 году — третий призёр чемпионата СССР. Провёл 18 матчей и забил 9 мячей в матчах высшей лиги.
В футболе в 1949 году выступал за дублирующий состав московского «Динамо».
В 1947 году перешёл на хоккей с шайбой и с 1947 по 1955 годы играл в ХК «Динамо». В 1954 году стал чемпионом СССР по хоккею с шайбой, также становился серебряным (1950, 1951) и бронзовым (1948, 1949, 1952, 1953, 1955) призёром. В 1956 по 1959 годы играл в ХК «Химик» (Москва/Воскресенск). Всего в матчах высшей лиги провёл 265 матчей и забил 110 шайб в ворота. Был тактически грамотным левым крайним нападающим и умело контактировал с партнёрами по игре. В конце карьеры играл в низших лигах за команду из Щёлково, был её играющим тренером.
Окончил ГЦОЛИФК (1957)
В сезоне 1967/68 тренировал «Горняк» (Рудный).
В 1969 году был принят на работу в качестве штатного сотрудника Московского метрополитена, где работал до конца жизни.
Скончался 21 августа 1987 года в Москве. Похоронен на Ваганьковском кладбище.

## Статистика
```
	 	 	 	 	Регулярный сезон	Плей-офф
   Сезон	№	Команда	Лига	И	Ш	А	О	+/-	Шт	И	Ш	А	О	+/-	Шт
	1947/48	 	Динамо Москва	СССР	10	3	-	3	 	 	 	 	 	 	 	 
	1948/49	 	Динамо Москва	СССР	17	9	-	9	 	 	 	 	 	 	 	 
	1949/50	11	Динамо Москва	СССР	22	10	-	10	 	 	 	 	 	 	 	 
	1950/51	 	Динамо Москва	СССР	15	13	-	13	 	 	 	 	 	 	 	 
	1950/51	 	Динамо Москва	кубок СССР	 	 	 	 	 	 	1	1	-	1	 	 
	1951/52	 	Динамо Москва	СССР	15	12	-	12	 	 	 	 	 	 	 	 
	1951/52	 	Динамо Москва	кубок СССР	 	 	 	 	 	 	3	5	-	5	 	 
	1952/53	 	Динамо Москва	СССР	18	11	-	11	 	 	 	 	 	 	 	 
	1952/53	 	Динамо Москва	кубок СССР	 	 	 	 	 	 	2	4	-	4	 	 
	1953/54	 	Динамо Москва	СССР	16	19	-	19	 	 	 	 	 	 	 	 
	1953/54	 	Динамо Москва	кубок СССР	 	 	 	 	 	 	2	1	-	1	 	 
	1954/55	 	Динамо Москва	СССР	9	5	-	5	 	 	 	 	 	 	 	 
	1954/55	 	Динамо Москва	кубок СССР	 	 	 	 	 	 	?	?	?	?	 	 
	1955/56	 	Химик Москва	СССР	 	2	 	 	 	 	 	 	 	 	 	 
	1956/57	 	Химик Воскр.	СССР	 	13	 	 	 	 	 	 	 	 	 	 
	1957/58	 	Химик Воскр.	СССР	 	17	 	 	 	 	 	 	 	 	 	 
	1958/59	 	Химик Воскр.	СССР	 	?	 	 	 	 	 	 	 	 	 	 
	1959/60	 	Химкомбинат Щ-о	РСФСР	 	3	 	 	 	 	 	 	 	 	 	 
	1960/61	 	Труд Щелково	РСФСР	 	1	 	 	 	 	 	 	 	 	 	 
	1961/62	 	Химик Щелково	РСФСР	 	2
            ВСЕГО за клуб	в ЧС	122	82	-	82
```